# Proletkult
Proletkult (del ruso: Пролетку́льт) una contracción de las palabras rusas "proletárskaya kultura" (cultura proletaria), fue una institución artística experimental soviética que se levantó en conjunto con la Revolución de Octubre de 1917 y fue disuelta en 1932. Esta organización, una federación de asociaciones culturales locales y artistas de vanguardia, fue más prominente en los campos visuales, literarios y dramáticos. Proletkult aspiraba a modificar radicalmente las formas artísticas existentes mediante la creación de una nueva estética de la clase obrera revolucionaria, que tomó su inspiración de la construcción de la sociedad industrial moderna en la atrasada Rusia agraria.
A pesar de haber sido fundada por el Comisariado Popular de Educación (Narkomprós) de la Unión Soviética, la organización Proletkult buscó autonomía del control del Estado, demanda que la llevó a entrar en conflicto con la jerarquía del Partido Comunista de la Unión Soviética y con la burocracia del estado soviético. 
Algunos líderes principales de los partidos, como Lenin, buscaron concentrar el capital estatal en la educación básica de la clase obrera y no en esfuerzos artísticos caprichosos. Él y los demás también vieron en Proletkult una fuente de intelectuales burgueses y potenciales opositores políticos.
En su punto máximo en 1920, Proletkult tenía 84.000 miembros activos en cerca de 300 estudios, clubes y grupos de fábricas locales, con adicionalmente 500 mil miembros que participaban en sus actividades de forma más informal.

## Historia

### Marco partidista

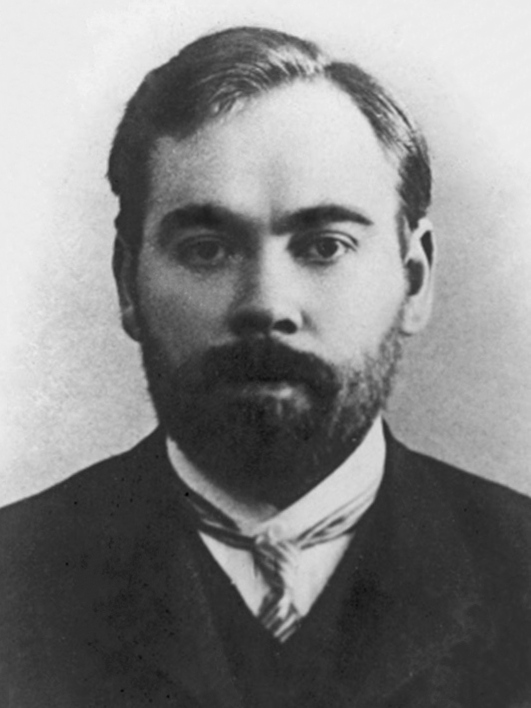
Filósofo bolchevique Aleksandr Bogdánov, uno de los padres fundadores del movimiento Proletkult

Las primeras raíces del movimiento de la Cultura Proletaria, más conocido como Proletkult, estaban fundadas en la fallida Revolución rusa de 1905 contra Nicolás II de Rusia. El aparato de censura del régimen zarista había tropezado brevemente durante el levantamiento, ampliando horizontes, pero la revolución había fracasado en última instancia, resultando en una insatisfacción y en dudas, incluso dentro de rangos del Partido Bolchevique.
Como resultado de la reafirmación autoritaria del zar una tendencia política radical conocida como los "bolcheviques de izquierda", declarando su oposición del líder del partido, Lenin. Este grupo, que incluía figuras como los filósofos Aleksandr Bogdánov y Anatoli Lunacharski y al escritor Máximo Gorki, argumentó que los bolcheviques dominados por la intelligentsia debían comenzar a seguir tácticas más inclusivas y trabajar para desarrollar más activistas políticos de la clase obrera para asumir roles de liderazgo en la próxima etapa de la revolución antizarista.
Entre los bolcheviques de izquierda, en particular Anatoli Lunacharski había estado intrigado con la posibilidad de hacer uso del arte como medio para inspirar la acción política revolucionaria. Además, junto con el célebre Gorki, Lunacharski esperaba fundar una "religión humana" alrededor de la idea del socialismo, motivando a los individuos para servir a un bien mayor fuera de sus intereses propios.
Trabajando de forma similar al mismo tiempo se encontraba el cuñado de Lunacharski, Bogdánov, quien incluso en 1904 publicó un tomo filosófico llamado Empiriomonismo que trató de integrar las ideas de los pensadores no marxistas Ernst Mach y Richard Avenarius en la edificación socialista. (Lunacharski había estudiado con Avenarius en Zürich y fue responsable de introducir a Bogdánov a sus ideas). Bogdánov creía que la sociedad socialista del futuro necesitaría forjar una totalmente nueva perspectiva del papel de la ciencia, la ética y el arte con respecto al individuo y el Estado.
Juntas todas estas ideas de Bogdánov, Lunacharski, Gorki y sus compañeros pensadores llegaron a ser conocidas en el lenguaje de la época como "construcción divina" (bogostroítelstvo, God-Building).
Estas ideas no existían en un vacío; había un componente político también. Durante el período comprendido entre el fracaso de la revolución de 1905 y el estallido de la Primera Guerra Mundial, Aleksandr Bogdánov se situó como el principal rival de Lenin por el liderazgo del partido bolchevique.
Para el intelectualmente rígido Lenin, Bogdánov era no sólo un rival político, sino una amenaza a la ideología del marxismo. Lenin vio a Bogdánov y al movimiento "construcción divina" con el cual estaba asociado como proveedores de un idealismo filosófico renacido que se encontraba en oposición directa a la fundación materialista del marxismo. Lenin estaba tan molesto que pasó gran parte de 1908 estudiando más de 200 libros para escribir un volumen polémico en respuesta - Materialismo y empiriocriticismo
Lenin finalmente salió triunfante en la lucha por la hegemonía de la fracción bolchevique. Las relaciones entre ellos en el exilio europeo occidental permanecían tensas. Durante la primera década del siglo XX, Bogdánov escribió dos obras de ciencia ficción utópica sobre sociedades socialistas en Marte, los cuales fueron rechazados por Lenin como intentos de contrabando de "Idealismo machista" en el movimiento radical. El segundo de ellos, un libro llamado Ingeniero Menni (1913), fue pronunciado por Lenin "tan vago que ni el trabajador ni un estúpido editor en Pravda [una publicación rival] podían entenderlo". En 1913, Bogdánov, un estudiante del sistema Taylorismo de racionalización del flujo laboral de la fábrica, publicó un trabajo enorme en el tema, Ciencia Organizacional General, el cual no fue de mayor agrado para Lenin.
La pareja tomó caminos separados, con Bogdánov abandonando la política radical a finales de 1913, volviendo a casa con su esposa a Moscú. Más tarde sería revigorizado por el curso de los acontecimientos para convertirse en una figura destacada de la Organización Proletkult de Moscú - un hecho que enfatizó la tensión entre esa organización y las autoridades estatales.

### El nacimiento de Proletkult

#### Conferencias preliminares

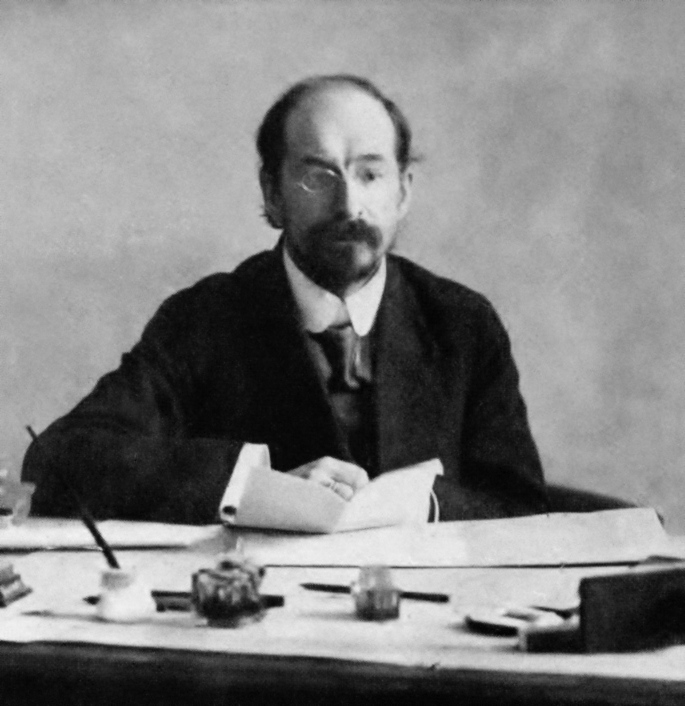
Anatoli Lunacharski, padre fundador de la organización Proletkult, era el Comisario del pueblo de la Educación de la Rusia soviética de 1917 a 1929

La Revolución de Febrero de 1917 que derrocó al régimen zarista llegó con relativa facilidad. Por lo tanto, también, lo hizo la Revolución de Octubre que le siguió, los acontecimientos que derrocaron al gobierno provisional ruso de Aleksandr Kérenski y trajeron a Lenin y los bolcheviques a la sede del poder. La Guerra civil rusa era caso de otra materia - una larga y brutal lucha que tensa cada tendón.
La intelligentsia radical de Rusia se movilizó por estos eventos. Anatoli Lunacharski, que había roto brevemente con Lenin y el Partido Bolchevique para convertirse en corresponsal en Francia e Italia, regresó a Rusia en mayo de 1917 y se reincorporó al partido en agosto. A raíz de la Revolución de Octubre, Lunacharski fue nombrado Comisario del Pueblo de Educación del nuevo régimen.
El aliado partidista de Lunacharski, Aleksandr Bogdánov, permaneció fuertemente en crítica de Lenin y sus tácticas políticas y nunca se reunió con el Partido Comunista. En su lugar, sirvió al frente como médico durante la Primera Guerra Mundial, volviendo a casa a Moscú en 1917 e involucrándose allí como uno de los fundadores de la Organización Cultural Proletaria, Proletkult.
El objetivo de la unificación de las actividades culturales y educativas de los movimientos obreros rusos primero ocurrió en el Collegium de Agitación del Comité Ejecutivo del Soviet de Petrogrado, que se reunió el 19 de julio de 1917 con 120 participantes. Asistieron muchas corrientes diferentes y cuando el menchevique Deméntiev sugirió que la reunión solo se limitara a conferencias públicas y que los bolcheviques debían ser excluidos, fue rechazado profundamente. Consecuentemente, el Consejo Central del Comité de la Fábrica fue instruido para trabajar con el Sóviet de Petrogrado para organizar una segunda conferencia de "organizaciones culturales y educativas proletarias" para reunirlos en una organización centralizada. Una primera conferencia de estos grupos se celebró en Petrogrado del 16 al 19 de octubre de 1917. El cónclave fue llamado por Lunacharski en su papel de jefe de la Comisión Cultural-Educativa de la organización bolchevique de Petrogrado y asistieron 208 delegados en representación de los sindicatos de Petrogrado, comités de fábrica, grupos juveniles y del ejército, dumas ciudadales y regionales, así como el Comité de Petrogrado de los partidos bolcheviques y el Social-Revolucionario.
Esta conferencia de octubre de 1917 eligió un Comité Central de Organizaciones Culturales-Educativas Proletarias de Petrogrado que incluía entre sus miembros a Lunacharski, la esposa de Lenin Nadezhda Krúpskaya, la periodista joven y talentosa Larisa Réisner (Larissa Reissner), y un asociado de largo tiempo de Bogdánov y Lunacharski llamado Fiódor Kalinin, entre otros. También jugando un papel clave estaba Pável Lébedev-Polianski, otro exmiembro del grupo político de Bodgánov y Lunacharski. Muchos de ellos serían catapultados a puestos principales en el Comisaría de Educación de las Personas tras la convulsión bolchevique de poder producida menos de dos semanas después.

#### Eventos posrevolucionarios
La Revolución de Octubre llevó a un marcado aumento en el número de nuevas organizaciones culturales y grupos informales. Los clubes y sociedades culturales surgieron afiliados con las recientemente apoderadas fábricas, sindicatos, cooperativas y sóviets de trabajadores y soldados, además de grupos unidos similares a instituciones más formales, como el Ejército Rojo, el Partido Comunista, y su sección juvenil. El nuevo gobierno de la Rusia soviética se apresuró a entender que estos clubes y sociedades de rápida proliferación ofrecían un vehículo potencialmente poderoso para la propagación de teorías radicales políticos, económicas y sociales que favorecía.
La principal autoridad cultural del Estado soviético era el Comisariado Popular de Educación (Narkomprós), un aparato burocrático que no tardó en llegar a incluir no menos de 17 departamentos diferentes. Encabezada por Anatoli Lunacharski, esta organización trató de extender la alfabetización de adultos y establecer una currícula general escolar amplia y equilibrada, en oposición a la presión de sindicatos y el Vesenjá, el cual trató de dar preferencia a la educación vocacional. El movimiento hasta entonces pobremente organizado Proletkult, surgió como otro competidor potencial a la primacía de Narkomprós.
Esta confusa competencia de instituciones y organizaciones fue de ninguna manera única para el ámbito cultural, como el historiador Lynn Mally señaló:

"Todas las instituciones soviéticas recientes lucharon contra lo que se llamó 'paralelismo', la duplicación de servicios por sistemas burocráticos en competencia. La revolución planteó preguntas difíciles acerca de la organización gubernamental que fueron lentamente contestadas durante los primeros años del régimen. Los activistas políticos cuestionaron la autoridad de el Estado central, el papel del Partido Comunista dentro de él y la influencia que las agencias nacionales debían ejercer sobre los grupos locales. Altercados por la escasez de recursos y la autoridad institucional estaban entrelazadas con los debates teóricos sobre la estructura ideal de la nueva política".
Por otra parte, en el período reciente de control revolucionario sobre las instituciones locales por el gobierno central del Estado soviético era débil, con trabajadores de la fábrica a menudo ignorando a sus sindicatos y docentes del plan de estudios de las autoridades centrales. En este ambiente político cualquier esquema ideado centralmente para la división de la autoridad entre el Narkomprós y las sociedades artísticas federales de Proletkult permanecía en gran medida como un ejercicio teórico. En los primeros días del régimen bolchevique el aparato local del Proletkult retuvo la mano más poderosa.
Con su adherente Anatoli Lunacharski en el timón de Narkomprós, el movimiento Proletkult tuvo una importante diligencia con una influencia considerable sobre la política del Estado. Sin embargo, esto no significaba una relación fácil entre estas instituciones. A principios de 1918 los dirigentes del Proletkult en Petrogrado se negaron a cooperar con un esfuerzo por Narkomprós para formar una organización de teatro para toda la ciudad, declarando su negativa a trabajar con grupos de teatro no proletarios.
El Proletkult de Moscú, en el que Aleksandr Bogdánov tuvo un papel protagónico, intentó extender su esfera de control independiente, incluso más allá de la organización de Petrogrado, abordando cuestiones de distribución de alimentos, higiene, educación vocacional y la emisión de una convocatoria para el establecimiento de una universidad proletaria en su convención fundadora en febrero de 1918. Algunos de línea dura en la organización Proletkult incluso insistieron en que Proletkult fuera reconocida como el "líder ideológico de toda la educación pública y de la ilustración".
En última instancia, sin embargo, la visión de Proletkult como la luz rival y guía de Narkomprós cayó en el camino, sometido por la dependencia financiera del Proletkult en la Comisaría del financiamiento operativo. Proletkult recibió un presupuesto de 9.2 millones de rublos de oro para la primera mitad de 1918 - casi un tercio de todo el presupuesto de la División de Educación de Adultos de Narkomprós. Edificios requisados fueron puestos en uso de la organización, con la organización de Petrogrado recibiendo una gran y elegante instalación ubicada en una de las principales vías de la ciudad, la Avenida Nevski - cuyo nombre fue cambiado a "Calle del Proletkult" (Úlitsa Proletkulta) en honor a la organización.

### Desarrollo
.

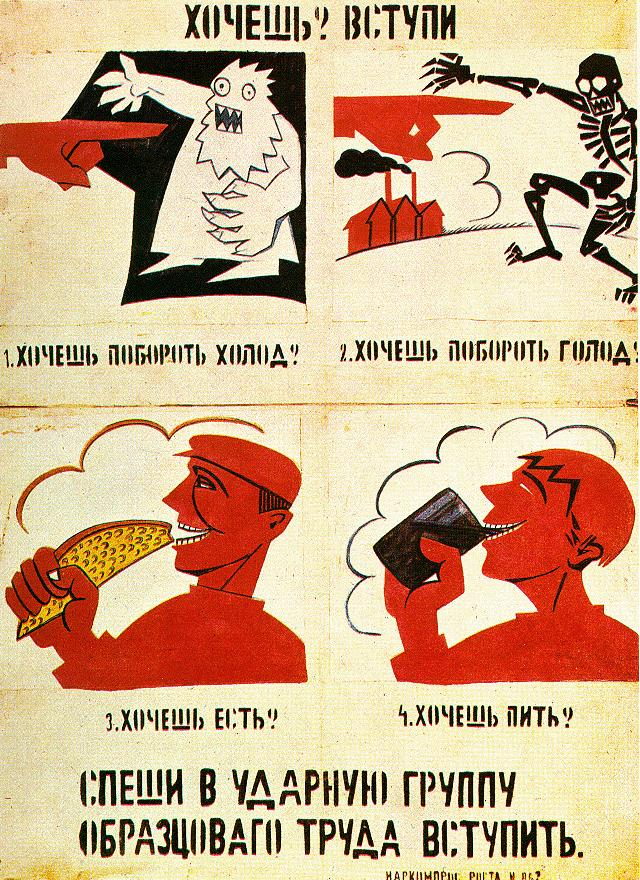
El poeta como artista gráfico: "arte del proletariado" durante la Guerra civil rusa por el poeta futurista Vladímir Mayakovski, publicado para Narkomprós

Mientras que el movimiento Proletkult empezó como grupos independientes en Petrogrado (octubre de 1917) y Moscú (febrero de 1918), no pasó mucho tiempo antes de que otros clientes del grupo en el Estado soviético intervinieran para ayudar a forjar una organización nacional. El gobierno soviético se mudó de Petrogrado a Moscú en marzo de 1918 y el centro de gravedad de la propia organización Proletkult se desplazó simultáneamente.
Las líneas se volvieron borrosas entre la organización Proletkult y la División de Cultura Proletaria de la Comisaría del Pueblo de la Educación, encabezada por el activista de Proletkult, Fiódor Kalinin. Mientras que la organización conservó sus acérrimos partidarios en el aparato Narkomprós buscando coordinar actividades, también contenía un número nada pequeño de activistas como Aleksandr Bogdánov quien intentó promover a la organización como una institución cultural independiente con una circunscripción homogénea de clase obrera.
En septiembre de 1918, la primera conferencia nacional de Proletkult se convocó en Moscú, incluyendo 330 delegados y 234 invitados de las organizaciones locales de todo Rusia soviética. Si bien ninguna lista de delegados ha sobrevivido, la transcripción de la conferencia indica que la mayor parte de los que asistieron eran de los sindicatos, las organizaciones de fábricas, cooperativas y clubes de trabajadores. Los delegados se dividieron entre los que favorecían un papel autónomo y líder de la organización en la educación general en la sociedad soviética y los partidarios de un enfoque más estrecho para el grupo como parte subordinada de la burocracia de Narkomprós.
Mientras que los partidarios de la autonomía se encontraban en la mayoría en la primera conferencia nacional, el problema latente de las finanzas de la organización mantenía un uno real, como lo señaló la historiadora Lynn Mally:

"Aunque el Proletkult era autónomo, todavía esperaba que Narkomprós pagara las cuentas. El gobierno suministraría el Proletkult central con un subsidio, que se distribuiría entre los afiliados provinciales. Pero debido a que la dependencia económica al Estado contradecía claramente las reclamaciones de la organización a la independencia, los líderes centrales mantuvieron la esperanza de que sus afiliados no tardarían en descubrir sus propios medios de subsistencia".
Proletkult y su deseo de autonomía también tenían otro cliente de gran alcance en la persona de Nikolái Bujarin, editor de Pravda. Bujarin proporcionaba una cobertura favorable para Proletkult durante el período de formación de la organización, dando la bienvenida a la idea de que el grupo representara un "laboratorio de ideología proletaria pura" con un reclamo legítimo de independencia del control gubernamental soviético.
Proletkult hizo uso de diferentes formas de organización. En las grandes ciudades industriales, la organización creó un aparato burocrático elaborado parecida a la de Narkomprós. Proletkult de Moscú, por ejemplo, tenía departamentos para la publicación literaria, teatro, música, arte y clubes. Además de este centro burocrático, Proletkult estableció celdas de fábrica unidos a los molinos de alta concentración e instalaciones de manufactura. Por último, Proletkult estableció "estudios" -instalaciones independientes en los que los trabajadores aprendían y desarrollaban las técnicas de las diversas artes.
Narkomprós, por su parte, trató de influir en Proletkult para concentrar sus esfuerzos en la expansión de la red de estudios. En abril de 1919 el Comisario del pueblo de Educación, Lunacharski, declaró que Proletkult "debía concentrar toda su atención en el trabajo de estudio, en el descubrimiento y el estímulo del talento original entre los trabajadores, en la creación de círculos de escritores, artistas, y todo tipo de jóvenes estudiosos de la clase obrera ...".
Proletkult y sus estudios y clubes ganaron un cierto grado de popularidad entre un amplio segmento de la población rusa urbana, particularmente con los trabajadores de las fábricas. A finales de 1918 la organización contaba 147 afiliados locales, aunque el verdadero número de unidades funcionales era probablemente un poco menor.
En el pico de la fuerza de la organización en 1920, Proletkult aseguró un total de 84.000 miembros en 300 grupos locales, con un adicional de 500 mil seguidores casuales.
Un total de 15 diferentes publicaciones periódicas de Proletkult se produjeron en el transcurso de la corta existencia de la organización, incluyendo, con mayor importancia, a Proletárskaya kultura (Cultura Proletaria - 1918 a 1921) y Gorn (Horno - 1918-1923).

### Ideología
Históricamente la relación entre la intelligentsia liberal rusa y la clase obrera era la de maestro y alumno. Esta situación suponía un nivel de cultura "superior" por parte de los profesores de la aristocracia - una premisa aceptada de los propios bolcheviques durante el periodo pre-revolucionario.
Sin embargo, según la teoría marxista, la cultura se concibe como una parte de la superestructura asociada a la clase dominante de la sociedad - en el caso de Rusia, la de la burguesía. Bajo un estado obrero, algunos teóricos marxistas creían, que la clase gobernante del proletariado desarrollaría su propia clase cultural distinta para suplantar la antigua cultura del antiguo orden dominante. Proletkult fue visto como un vehículo principal para el desarrollo de esta nueva "cultura proletaria".
La naturaleza y función de Proletkult fue descrita por Platón Kérzhentsev, uno de los principales líderes del movimiento en 1919:

"La tarea de la 'Proletkult' es el desarrollo de una cultura espiritual proletaria independiente, incluyendo todas las áreas del espíritu humano-ciencia, arte y vida cotidiana. La nueva época socialista debe producir una nueva cultura, las bases de los cuales ya han sido establecidos. Esta cultura será el fruto de los esfuerzos creativos de la clase obrera y será totalmente independiente. Trabajar en nombre de la cultura proletaria debe estar a la par de la lucha política y económica de la clase obrera".
"Pero en la creación de su propia cultura, la clase obrera de ninguna manera debe rechazar la rica herencia cultural del pasado, los logros materiales y espirituales, hechos por las clases que son extraños y hostiles al proletariado. El proletariado debe revisarlo críticamente, elegir lo que es de valor, aclararlo con su propio punto de vista, utilizarlo con el fin de producir su propia cultura". *  *  *

"Este trabajo sobre una nueva cultura debe continuar por un camino totalmente independiente. 'Proletkult' debe ser de clase restringida, organizaciones de trabajadores, totalmente autónomas en sus actividades".
Los teóricos del Proletkult generalmente adoptaban un determinismo económico extremista, argumentando que sólo las organizaciones puramente de la clase trabajadora eran capaces de promover la causa de la dictadura del proletariado. Una editorial de la revista oficial de Proletkult, Proletárskaya Kultura (Cultura Proletaria) exigió que "el proletariado comenzara de inmediato, a crear sus propias formas socialistas de pensamiento, sentimiento y vida cotidiana, independientes de alianzas o combinaciones de las fuerzas políticas".
Desde el punto de vista de Aleksandr Bogdánov y otros teóricos de Proletkult, las artes no eran la provincia de una élite especialmente dotada, sino más bien eran la salida física de las personas con una serie de habilidades aprendidas. Todo lo que se requería, se asumía, era que uno estudiara la técnica artística básica en unas pocas lecciones, tras lo cual cualquiera era capaz de convertirse en un artista del proletariado. El movimiento por Proletkult para establecer una red de estudios en la cual los trabajadores podrían inscribirse era visto como una parte esencial de la formación de esta nueva cohorte de artistas proletarios.
A pesar de la retórica de la organización acerca de su exclusividad proletaria, el movimiento fue guiado por intelectuales a lo largo de toda su breve historia, con sus esfuerzos, en gran medida infructuosos, para promover a los trabajadores de la banca para posiciones de liderazgo.

### Influencia en las distintas artes

#### Literatura
Proletkult se esforzó demasiado en intentar lanzar una ola de trabajadores-poetas, con sólo éxito artístico limitado. La insistencia en el desarrollo de nuevos poetas de talento cuestionable condujo a una división de la Proletkult en 1919, cuando un numeroso grupo de jóvenes escritores, la mayoría poetas, se separó de la organización a causa de a lo que ellos creían que era una asfixia del talento creativo individual.
Estos desertores de Proletkult inicialmente formaron una organización pequeña de élite llamada Kúznitza (La Forja) antes de volver a poner en marcha una nueva organización masiva conocida como la Asociación Panrusa de Escritores Proletarios (VAPP), un año después.

#### Teatro
Las organizaciones Proletkult de Petrogrado y Moscú controlaban su propia red de teatros dramáticos, incluyendo a varios pequeños clubes de la ciudad que mantenían sus propios estudios teatrales. Proletkult de Petrogrado abrió un estudio grande central a principios de 1918 donde se llevaron a cabo una serie de trabajos nuevos y experimentales buscando ser la inspiración de funciones en otros teatros aficionados de alrededor de la ciudad. El Proletkult de Moscú abrió su propio teatro central algunos meses después.
Proletkult constituyó el centro principal de una minoría radical dentro de la comunidad teatral del día, que aspiraba a promover el llamado "teatro proletario". El desarrollo de esta nueva forma fue definido en una resolución temprana de una conferencia ya en "la tarea de los propios trabajadores, junto con los campesinos que están dispuestos a aceptar su ideología". Los modos convencionales de actuación fueron desalentados, a favor de puestas en escena no convencionales diseñados para promover la "acción de masas"- incluyendo procesiones públicas, festivales y dramas sociales.

### Crítica contemporánea
Artistas en el movimiento Proletkult, aunque no por todos los medios un bloque homogéneo, fueron influidos en gran medida por la iconoclasia, la orientación tecnológica, y el entusiasmo revolucionario ligado en los movimientos temáticos del día, el futurismo y el constructivismo. A pesar del seudo apoyo a las formas clásicas de la poesía, teatro, escritura, escultura y pintura, un fuerte estímulo fue dado al uso de nuevas técnicas y formas en el llamado "arte proletario", incluyendo el uso de la fotografía, la cinematografía, y el collage.
Este compromiso con el experimentalismo atrajo el fuego de los líderes de partidos que preferían formas más clásicas de la expresión artística. El líder del Partido Comunista de Petrogrado, Grigori Zinóviev, tomó la iniciativa en una conferencia de "escritores proletarios", celebrada en esa ciudad en el otoño de 1919, declarando que, si bien previamente "permitimos que el futurismo sin sentido consiguiera una reputación casi como la de la escuela oficial de arte comunista" y dejando que "los elementos dudosos se adhirieran a nuestro Proletkult", era por lo tanto "momento de poner fin a esto", Zinóviev exigió.
También entre los críticos del movimiento Proletkult y su visión de crear una completamente nueva cultura proletaria estaba el máximo líder del partido soviético Lenin. En un discurso público en mayo de 1919, Lenin declaró a cualquier noción de la llamada "cultura proletaria" ser "fantasías" que él oponía con "hostilidad implacable".
Más específicamente, Lenin tuvo profundas dudas sobre toda la institución de Proletkult, viéndolo como (en palabras de la historiadora Sheila Fitzpatrick) "una organización donde futuristas, idealistas y otros artistas burgueses indeseable e intelectuales que pudría las mentes de los trabajadores que necesitaban educación básica y cultura...". Lenin también pudo haber tenido recelos políticos acerca de la organización como base potencial de poder para su viejo rival Aleksandr Bogdánov o de ultra-radicales "comunistas de izquierda" y los disidentes sindicalistas que componían la Oposición Obrera.

### Disolución

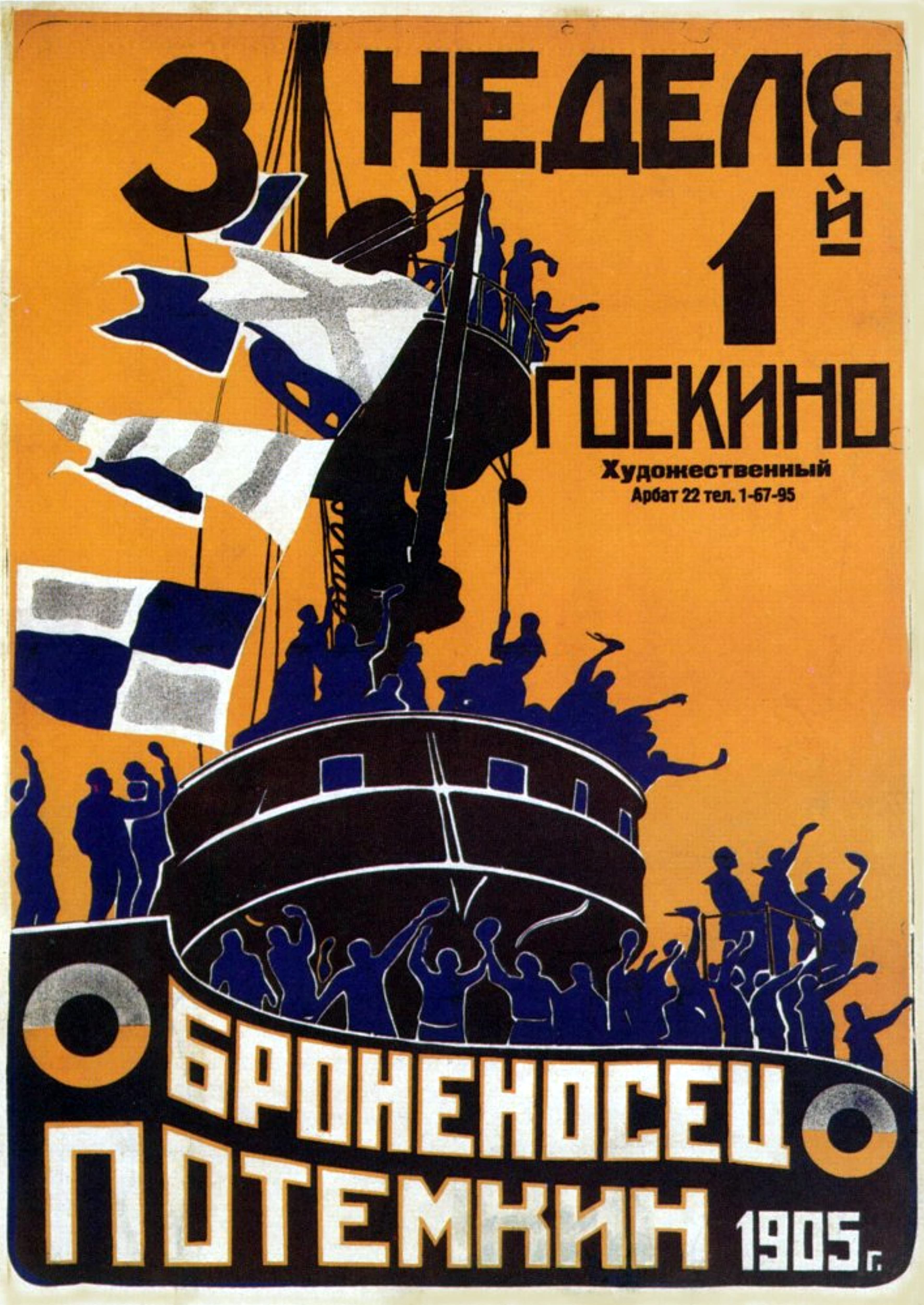
La ética de Proletkult está fundada en los trabajos cinematográficos de Serguéi Eisenstein. Este póster promocional para su película de 1926 El acorazado Potemkin haciendo uso de masas de personas indistintas y líneas diagonales es un ejemplo de constructivismo.

En el otoño de 1920 se hizo cada vez más claro que el régimen soviético saldría victorioso de la Guerra civil rusa. Con la caída del Movimiento Blanco, un enemigo común que unía las facciones dispares alrededor del reino soviético, mucha unidad se debilitó. Los grupos disidentes como los llamados Oposición Obrera y los Centralistas Democráticos surgieron en el Partido Comunista, la insatisfacción generalizada entre los campesinos sobre la requisición forzosa de granos dio lugar a levantamientos aislados. Todos estos factores provocaron una ola de debate sobre las instituciones que habían surgido en la sociedad soviética en tiempos de guerra, incluyendo Proletkult.
A lo largo de su corta historia, Proletkult había buscado tanto la autonomía del control estatal como la hegemonía en el campo cultural. Esto creó un número considerable de críticos y rivales. Estos incluían a los líderes del movimiento sindical soviético, quienes vieron la gestión de las oportunidades culturales de los trabajadores como parte de su propio ámbito; los comités locales del Partido Comunista, que buscaban la centralización bajo su propia dirección en lugar de un grupo desordenado de instituciones cívicas autónomas; y la Comisaría del Pueblo de Educación (Narkomprós), que creía que su propia misión incluía la formación cultural de la clase obrera. De estos, Narkomprós probó los más francos e inflexible en sus críticas.
Desde 1918 Nadezhda Krúpskaya - la esposa de Vladímir Lenin - había tratado de reinar en Proletkult e integrarlo en la agencia en la que ella misma desempeñaba un papel principal, la División de Educación de Adultos de Narkomprós. Una conferencia de mayo de 1919 de la educación de los trabajadores adultos había, estimulada por Krúpskaya, determinado que Proletkult era una agencia de educación de adultos debido a su sistema educativo, y por lo tanto parte de Narkomprós.
Disputas burocráticas entre los principales líderes de Proletkult y la División de Educación de Adultos de Narkomprós habían producido un acuerdo de trabajo en el verano de 1919 con lo que Proletkult formalmente formaba parte bajo los auspicios de esta última, aunque con un presupuesto propio. Sin embargo, esto probó ser un recurso provisional y el conflicto institucional se mantuvo.
Los líderes de Proletkult posteriormente hicieron un esfuerzo para expandir su movimiento a nivel internacional en el 2.º Congreso Mundial de la Internacional Comunista en agosto de 1920, fundando una organización internacional dirigida por Anatoli Lunacharski. La grandiosa visión del grupo y los esfuerzos prácticos para ampliar el movimiento Proletkult a nivel mundial fue especialmente preocupante para Lenin, un hombre de gustos culturales serios y tradicionales que ya habían venido a ver Proletkult como utópico e inútil.
Llamados a la acción por Lenin, en el otoño de 1920, el Comité Central del Partido Comunista Ruso (bolchevique) gobernante, comenzó a tomar por primera vez un interés activo en la relación de Proletkult con otras instituciones soviéticas. Lenin buscó y obtuvo información de Mijaíl Pokrovski, segundo al mando en Narkomprós, y de los principales líderes de Proletkult sobre el presupuesto de la organización y el estado semiindependiente y tomó la decisión de absorber Proletkult en Narkomprós para poner fin a la situación de paralelismo de una vez por todas.
El ya programado Congreso Nacional de Proletkult, celebrado en Moscú del 5 hasta 12 de octubre de 1920, iba a ser la ocasión para que el anuncio. Mientras que Lunacharski, jefe de Narkomprós pero velador de Proletkult y sus intereses, posponía la fusión, el congreso finalmente —tras un largo debate y una severa apelación a la disciplina del partido— aprobó formalmente la decisión del Comité Central para integrar directamente Proletkult en Narkomprós.
La integración no fue sutil y los activistas Proletkult lucharon hasta el último intento para conservar la autonomía de la organización incluso dentro de Narkomprós. El Comité Central reaccionó con un decreto mordaz denunciando Proletkult el cual fue publicado en Pravda el uno de diciembre de 1920.
En abril de 1932 el Proletkult, junto con otras organizaciones artísticas y asociaciones de escritores, fue disuelto de acuerdo con la resolución del Politburó del PCUS titulada Acerca de la reorganización de asociaciones literarias y artísticas, en la que se abogaba por la creación de una Unión de Escritores Soviéticos la cual será fundada en 1934.

### Legado
A pesar de su fin formal como organización, el movimiento Proletkult continuó influyendo e informando en la cultura soviética moderna. El historiador Peter Kenez describió la gran influencia de la ética de Proletkult en el trabajo del director de cine soviético Serguéi Eisenstein, director de las clásicas La huelga (1925), El acorazado Potemkin (1926) y Octubre (1927):

"El contenido intelectual en las películas recientes de Serguéi Eisenstein fue profundamente influida por su previa asociación con Proletkult, un movimiento pluricultural que alcanzó su pico de influencia durante el período revolucionario... [Sus líderes] argumentaron que la nueva cultura socialista sería profundamente distinta de la que reemplazó. En su opinión no podía haber acomodo con el mundo pasado; el proletario en la base de su experiencia crearía una nueva cultura que reflejaría el espíritu de la colectividad. El nuevo arte tenía que enfatizar, no los logros de los individuos sino los de los trabajadores y campesinos. Eisenstein fue atraído por este movimiento porque justificaba la necesidad de una ruptura completa con el arte del mundo 'burgués'. Todas sus películas actuales expresaron, a través de su propio idioma, la ideología de Proletkult".

## Lectura posterior
- John Biggart, "Bukharin and the Origins of the 'Proletarian Culture' Debate," Soviet Studies, vol. 39, no. 2 (April 1987), pp. 229-246. in JSTOR
- Sheila Fitzpatrick, The Commissariat of Enlightenment: Soviet Organization of Education and the Arts under Lunacharsky. Cambridge, England: Cambridge University Press, n.d. [1970].
- Sheila Fitzpatrick, The Cultural Front: Power and Culture in Revolutionary Russia. Ithaca, NY: Cornell University Press, 1992.
- Abbott Gleason, Peter Kenez, and Richard Stites (eds.), Bolshevik Culture: Experiment and Order in the Russian Revolution. Bloomington, IN: Indiana University Press, 1985.
- Peter Kenez, The Birth of the Propaganda State: Soviet Methods of Mass Mobilization, 1917-1929. Cambridge, England: Cambridge University Press, 1985.
- Lynn Mally, Culture of the Future: The Proletkult Movement in Revolutionary Russia. Berkeley, CA: University of California Press, 1990.
- Lynn Mally, Revolutionary Acts: Amateur Theater and the Soviet State, 1917-1938. Ithaca, NY: Cornell University Press, 2000.
- Hugh McLean, Jr., "Voronskij and VAPP," American Slavic and East European Review, vol. 8, no. 3 (Oct. 1949), pp. 185-200. In JSTOR.
- Eden Paul and Cedar Paul, Proletcult (Proletarian Culture). New York: Thomas Seltzer, 1921.
- Zenovia A. Sochor, Revolution and Culture: The Bogdanov-Lenin Controversy. Ithaca, NY: Cornell University Press, 1988.
- Richard Stites, Revolutionary Dreams: Utopian Vision and Experimental Life in the Russian Revolution. Nueva York: Oxford University Press, 1989.
- George Watson, "Proletcult," The Proletarian, vol. 6, n.º 6 (junio de 1922), pp. 5-7.
- Robert C. Williams, The Other Bolsheviks: Lenin and His Critics, 1904-1914. Bloomington, IN: Indiana University Press, 1986.